# Haklapp

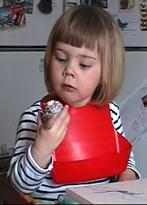
Fyraårig flicka vars kläder skyddas av en röd haklapp i plast.

En haklapp är ett plagg som fästs runt halsen och vanligen täcker framsidan av bålen i syfte att skydda kläderna från nedspillning, särskilt under en måltid. Många haklappar har en särskild spillficka med syfte att samla upp den spillda födan, som annars riskerar hamna på oönskade platser. Haklapp används av barn, men även av många äldre och funktionshindrade. Även andra vuxna kan föredra att sätta på sig en haklapp i samband med måltider med risk för spill, exempelvis på en kräftskiva.
Att äta utan att spilla kräver koordination av flera olika rörelser, vilket barn i allmänhet behärskar först i skolåldern. Därför är det vanligt att barnen använder haklapp, bland annat inom barnomsorgen.
Haklappar med knytband finns dokumenterade sedan 1700-talet. De skall ej förväxlas med den delvis liknande kläddetalj som kom att kallas haklin. Vissa haklappar har ärmar och knäpps i nacken. Personer som använt förkläde i samband med matlagning kan välja att behålla det på under måltiden och förklädet fungerar då som en haklapp.
Från att ha varit en textil produkt som kan tvättas i tvättmaskin har haklappen alltmer övergått till att bli en plastvara, tillhörande köksutrustningen, som diskas i diskmaskin. Den textila haklappen har fördelen att även munnen och hakan kan avtorkas med den, medan en haklapp i hårdplast ofta är bättre på att fånga upp spill, eftersom den vanligen har en stor och hållfast spillficka.